# شيلا يونغ
شيلا يونغ (بالإنجليزية: Sheila Young)‏ مواليد 14 أكتوبر 1950 في برمنغهام، ميشيغان، الولايات المتحدة، هي دراج أمريكية سابقة. سبق أن شاركت في دورة الألعاب الأولمبية الصيفية وفازت بميدالية أولمبية.

## الميداليات
| الميدالية | المسابقة                               |
| --------- | -------------------------------------- |
| ذهبية     | الألعاب الأولمبية الشتوية 1976         |
| ذهبية     | بطولة العالم للدراجات على المضمار 1973 |
| ذهبية     | بطولة العالم للدراجات على المضمار 1976 |
| ذهبية     | بطولة العالم للدراجات على المضمار 1981 |
| فضية      | بطولة العالم للدراجات على المضمار 1982 |
| برونزية   | بطولة العالم للدراجات على المضمار 1972 |

## روابط خارجية
- شيلا يونغ على موقع أرشيف الدراجات (الإنجليزية)
- شيلا يونغ على موقع SpeedSkatingBase.eu (الإنجليزية)
- شيلا يونغ على موقع SpeedSkatingNews.info (الإنجليزية)
- شيلا يونغ على موقع SpeedSkatingStats.com (الإنجليزية)
- شيلا يونغ على موقع اللجنة الأولمبية الدولية (الإنجليزية)
- شيلا يونغ على موقع أوليمبيديا (الإنجليزية)